# Antarchaea subflavalis
Antarchaea subflavalis là một loài bướm đêm trong họ Noctuidae.